# Сім Колкуданська
Сім Колкуданська — річка в Росії, у Губкінському районі Бєлгородської області. Ліва притока Сейму (басейн Дніпра).

## Опис
Довжина річки приблизно 29,4 км.

## Розташування
Бере початок у селі Морозово. Спочатку тече на північний схід, потім на північний захід і на південному сході від Гущино впадає у річку Сейм, ліву притоку Десни.
Населені пункти вздовж берегової смуги: Розкішний, Кладове, Вісла Дуброва.